# ینی حیات (خاچماز)
ینی‌حیات (به ترکی آذربایجانی: Yeni Həyat) یک منطقه مسکونی در جمهوری آذربایجان است که در شهرستان خاچماز واقع شده‌است.  ینی‌حیات ۳۵۰۳ نفر جمعیت دارد.